# On the Inside
"On the Inside" é o sexto episódio da décima primeira temporada da série de televisão de terror pós-apocalíptico The Walking Dead. O episódio foi escrito por Kevin Deiboldt e dirigido por Greg Nicotero.
No episódio, Connie (Lauren Ridloff) e Virgil (Kevin Carroll) se abrigam em uma cabana na floresta habitada por humanos ferozes; Pope (Ritchie Coster) testa novamente a lealdade de Daryl (Norman Reedus); Maggie (Lauren Cohan), Negan (Jeffrey Dean Morgan), Gabriel (Seth Gilliam) e Elijah (Okea Eme-Akwari) se escondem no posto avançado do satélite enquanto os Ceifadores procuram por ele; e Kelly (Angel Theory) procura sua irmã, Connie.
O episódio foi aclamado pela crítica.

## Enredo
Connie (Lauren Ridloff) e Virgil (Kevin Carroll) se abrigam em uma casa que encontram na floresta enquanto fogem dos zumbis. Lá dentro, eles tapam as janelas e tentam esperar a horda, mas Connie tem a sensação de que eles não estão sozinhos na casa. Virgil insiste que ela é paranóica por causa de sua privação de sono, mas Connie não concorda. Enquanto verifica se a casa está limpa, Connie vê olhos olhando para ela através do espelho do banheiro. Ela corre para contar a Virgil, que se esforça para entendê-la, pois ele não fala bem a língua de sinais. Connie o leva ao banheiro, mas quando ele olha pela mesma fenda, os olhos se foram. Enquanto eles voltam para a sala principal, uma parede móvel se fecha entre eles, prendendo-os em salas diferentes.
Os Ceifadores interrogam Frost sobre o que ele sabe sobre onde seu grupo está. Inicialmente recusando-se a falar, mesmo quando torturado, Pope (Ritchie Coster) incumbe Daryl (Norman Reedus) de assumir o controle para ver o que ele pode tirar dele. Daryl, apesar de conhecer Frost, continua impiedosamente o interrogatório para convencer Pope de que é leal a eles. Frost continua em silêncio sobre onde seu grupo está se reunindo até que Daryl corta a ponta de um de seus dedos. Frost diz a eles que eles estão se encontrando em uma casa amarela, e Leah (Lynn Collins) concorda em liderar uma equipe para investigar a casa para ver se Frost está mentindo. Leah pede a Daryl para ir com eles, perturbando Carver, outro Ceifador, que questiona onde reside a verdadeira lealdade de Daryl. Quando o grupo de busca chega à casa amarela, Daryl encontra Maggie, Negan, Gabriel e Elijah escondidos em uma porta secreta no chão sob um tapete. Ele fica quieto para a segurança deles, mas quando encontram a casa vazia, Carver insiste que algo está faltando, mas Daryl insiste que não. Carver questiona onde reside a lealdade de Daryl, mas Leah propõe que eles verifiquem as casas restantes na cidade. Carver então pisa na porta escondida e, ao levantar o tapete, ela está vazia. Eles então saem para vasculhar as outras casas.
Depois de saber que Connie foi vista deixando a caverna por um Sussurrador, Kelly (Angel Theory) procura a área e se depara com um acampamento na floresta que Connie ficou com Virgil, encontrando um pequeno diário que Connie estava mantendo. No diário, Connie escreve sobre como se sente como se estivessem sendo observados e seguidos. Ela acaba sendo acompanhada por Carol (Melissa McBride) e Rosita (Christian Serratos), que estão irritadas por Kelly não ter contado a ninguém para onde estava indo antes de partir. Elas se juntam a Magna e começam a procurar Connie.
Enquanto tenta encontrar outro caminho para Virgil, Connie é repentinamente perseguida por uma pessoa selvagem e corre para uma sala, forçando a porta a fechar com seu corpo até que a pessoa selvagem vá embora. Quando ela encontra um sistema de ventilação pelo qual ela pode rastejar, ela é perseguida por outra pessoa selvagem e rapidamente rasteja pela ventilação até encontrar Virgil em um quarto. Uma pessoa feroz está prestes a se aproximar furtivamente dele, então Connie tenta bater na parede para avisá-lo, mas a pessoa feroz o ataca, forçando-o a cair no chão. Virgil consegue esfaquear o feral, fazendo com que ele rasteje para longe. Virgil, pensando que Connie é outra feral, enfia a faca na parede. Connie corta a parede para que ele veja que é ela, e ao perceber que é ela, eles se abraçam. Na sala, Virgil diz a Connie para deixá-lo, e que não importa o que aconteça, continue indo para que ela possa encontrar sua família. Ele conta a ela que, quando Michonne lhe indicou a estrada onde ficavam as comunidades, todas foram evacuadas, então, quando Virgil encontrou Connie, ele queria ter certeza de que ela sairia viva e encontraria sua família para que ele pudesse fazer algo de bom depois do que fez a Michonne. Connie insiste que ela não o está deixando, e ele finalmente concorda em ir com ela. Eles correm para fora da sala com as armas de Virgil e são emboscados pelo povo feroz. Enquanto lutava, Virgil é esfaqueado duas vezes nas costas. Connie esconde Virgil atrás dela enquanto eles são cercados, e Connie se cobre com as tripas de um feral morto, antes de permitir que os zumbis devorem as pessoas ferozes. Connie e Virgil escapam de casa, mas Virgil cai no chão devido aos ferimentos. De repente, dois ferais sobreviventes encontram Connie, mas antes que eles possam fazer qualquer coisa, eles são mortos com o estilingue de Kelly. Kelly, Carol, Rosita e Magna correm para Connie, enquanto as duas irmãs, chorando de felicidade e se abraçam.
Depois de verificar todos os edifícios, Daryl, Leah e Carver chegam de volta a Meridian e dizem a Pope que não encontraram nada. Eles então veem o corpo de Frost amarrado a um poste, e Pope diz que ele tirou tudo que precisava de Frost, antes de trazer Carver para dentro de Meridian e rir com ele sobre algo. Daryl se preocupa se Frost disse a ele que ele não é realmente leal a eles.

## Recepção

### Crítica
On the Inside foi aclamado pela crítica. No Rotten Tomatoes, o episódio teve uma taxa de aprovação de 100%, com uma pontuação média de 8.90 de 10, com base em 11 avaliações. O consenso crítico do site diz: "Enquanto os Ceifadores ainda não se transformaram em uma ameaça memorável, 'On the Inside' cativa com uma cena de casa de terror que aterrorizará até mesmo os fãs mais endurecidos de Walking Dead."
Escrevendo para a Forbes, Erik Kain elogiou o tom e a história do episódio, escrevendo que foi "o episódio mais assustador de Walking Dead em muito tempo, lembrando filmes clássicos de terror como The People Under the Stairs."
Rob Bricken do Gizmodo se referiu ao episódio como "involuntariamente engraçado", observando seu uso de tropos de terror como sendo eficazes na criação de tensão antes da revelação de "a Matilha", mas que a tensão cai por terra após a revelação.

### Audiência
O episódio teve um total de 1.78 milhões de espectadores em sua exibição original na AMC na faixa de 18-49 anos de idade. Apresenta diminuição de 0.13 pontos de audiência em relação ao episódio anterior.